# Dušan Petronijević
Dušan Petronijević (serbisch-kyrillisch Душан Петронијевић, * 9. November 1983 in Kruševac) ist ein serbischer Fußballspieler.

## Karriere
Dušan Petronijević begann seine Profikarriere im Jahre 2002 beim FK Obilić. Von 2005 bis 2007 stand er beim  FK BASK unter Vertrag. Die folgenden beiden Spielzeiten verbrachte der Mittelfeldspieler beim FK Napredak Kruševac. 2009 folgte der Wechsel zum iranischen Verein FC Gohar Zagros. 2011 begann der Serbe in seinem Heimatland beim FK Borac Čačak und wurde im Juli vom kasachischen Erstligisten Schachtjor Qaraghandy verpflichtet.

## Erfolge
- Kasachischer Meister: 2011